# Heterodactylus imbricatus
Heterodactylus imbricatus är en ödleart som beskrevs av  Johann Baptist von Spix 1825. Heterodactylus imbricatus ingår i släktet Heterodactylus och familjen Gymnophthalmidae. Inga underarter finns listade i Catalogue of Life.